# Тани Татэки
Та́ни Татэ́ки, или Та́ни Кандзё́ (яп. 谷 干城, 18 марта 1837 — 13 мая 1911) — японский политический и государственный деятель. Офицер, генерал-лейтенант Императорской армии Японии. Участник Тайваньского похода (1874) и подавления Сацумского восстания (1877). Министр сельского хозяйства и торговли (1885—1887). Второй глава школы Гакусюин (1884—1885). Депутат Палаты пэров. Псевдоним — Вайдзан (яп. 隈山, «Кумамотовская гора»).

## Биография
Тани Татэки родился 18 марта 1837 года в южнояпонском уделе Тоса-хан, в самурайской семье. Он изучал неоконфуцианство и военное дело в городе Эдо, после чего вернулся на родину. В родном уделе Татэки поочерёдно занимал должности младшего инспектора, преподавателя удельной школы Тидокан и Нагасакского инспектора. В 1867 году он участвовал в переговорах о заключении сацумско-тосского союза.
После реставрации Мэйдзи 1868 года Татэки выступил на стороне нового Императорского правительства. Он принял участие в гражданской войне Босин 1868—1869 годов, в которой руководил правительственными войсками против частей сепаратистского Северного союза. По окончании вооружённого конфликта Татэки поручили проводить административные реформы внутри Тоса-хана.
В 1871 году правительство назначило Татэки временным старшим помощником Министерства войны. С тех пор он занимал преимущественно военные должности: председателя суда Императорской армии Японии, командующего Кумамотского гарнизона, директора Военной академии армии. В 1877 году, в ходе Сацумского восстания, вспыхнувшего на острове Кюсю, Татэки защищал замок Кумамото, успешно отразил все приступы антиправительственных войск и длительное время удерживал позиции до прихода основных сил Императорской армии. За подвиги, проявленные в войне, он был удостоен звания генерал-лейтенанта.
С 1881 года Татэки участвовал в общественном антиолигархическом движении. Вместе с Торио Коятой, Миурой Горо и Согой Сукэнори он выступал за внедрение Конституции и создание Парламента, с целью ограничения влияния политических и финансовых чиновников на Императора.
В 1884 году Татэки стал директором аристократической школы Гакусюин, а в 1885 году получил портфель министра сельского хозяйства и торговли в первом кабинете министров Ито Хиробуми. Однако в 1887 году, протестуя против деятельности министра иностранных дел Иноуэ Каору, он подал в отставку. После этого Татэки начал критику правительственного курса на вестернизацию, считая, что это путь к колонизации Японии Западом вроде Египта. Экс-министр настаивал на соблюдении японских общественно-политических традиций и ратовал за построение «богатого государства и сильной армии» собственными силами. Он издавал правоцентристскую газету «Япония» и был организатором политической партии Японский клуб, которая протестовала против деятельности министра иностранных дел Окумы Сигэнобу.
В 1890 году Татэки был удостоен титула виконт. Он стал депутатом Палаты пэров японского парламента и с тех пор неоднократно переизбирался на эту должность. Татэки постоянно находился в оппозиции к центральной власти, выступал против увеличения налогов, требовал от правительства вести сбалансированную финансовую политику и придерживаться политики военного нейтралитета. Также бывший министр осуждал начало японо-китайской войны 1894—1895 годов и русско-японской войны 1904—1905 годов, которые считал растранжириванием человеческих, финансовых и промышленных ресурсов страны.
Тани Татэки умер 13 мая 1911 года в возрасте 75 лет.